# Open Season (videojuego)
Open Season es un videojuego de acción-aventura basado en la película homónima Open Season. El juego ha sido desarrollado y publicado por Ubisoft para Xbox, Xbox 360, Game Boy Advance, Nintendo DS, Nintendo GameCube, Wii, PlayStation Portable, PlayStation 2 y PC, llegando al mercado en la segunda mitad de 2006.